# Osljanka
Il monte Osljanka (in lingua russa: Ослянка), con i suoi 1.119 metri di altezza è la vetta più elevata degli Urali centrali, la catena montuosa che rappresenta la porzione centrale del vasto sistema montuoso degli Urali, in Russia. 

## Aspetti geografici
Il monte Osljanka è situato nella parte nordorientale del rajon (distretto) di Kizelovskj, a nord del confine amministrativo con il distretto di Gornozavodski, nel Territorio di Perm'. Si estende per circa 16 km in direzione sud nella parte assiale degli Urali centrali, a nord della dorsale dei Basegi e a est-sudest del monte Niarovskij Kamen.
La parte centrale del monte Osljanka è caratterizzata da diverse cime coniche; quella principale si trova spostata sul versante orientale.  Nella parte settentrionale si hanno vette dalla cima piatta e versanti più ripidi. Qui ci sono affioramenti rocciosi di quarzo, feldspato, quarzite e arenaria del Proterozoico superiore.
I pendii fino ai 750-800 metri sono coperti di foreste di conifere, principalmente di abete bianco e abete rosso. A quote di poco superiori resiste la betulla, mentre le zone sommitali al di sopra degli 850-900 metri sono al di sopra della linea degli alberi e qui si incontrano solo comunità di tundra di montagna.